# Cibitung (Sagaranten)
Cibitung is een bestuurslaag in het regentschap Sukabumi van de provincie West-Java, Indonesië. Cibitung telt 3667 inwoners (volkstelling 2010).